# Estela Carrera
Estela Carrera Fernández (Elda, 8 de octubre de 1991) es una jugadora de balonmano española que juega de guardameta en el Mecalia Atlético Guardés y la Selección española de balonmano.
Sus principales virtudes son unos grandes reflejos, explosividad y  gran colocación, además de una gran salida al contraataque,  capacidad goleadora y sus grandes números como “parapenaltis”.

## Trayectoria
Criada en la cantera del Elda, debutó en División de Honor con tan solo 16 años en el histórico Monovar de Alicante.
Tras pasar por Alcobendas, donde debutó en competición europea, recayó en el Atlético Guardés, en la temporada 2025/16. Fue parte integrante de aquél equipo miñoto campeón de Liga en la temporada 2016/17, junto a Estela Doiro, Haridian Rodríguez y Anthia Espiñeira. Además, levantó el trofeo de mejor guardameta de la temporada.
Sus grandes actuaciones le abrieron las puertas de la selección absoluta, con la que jugó un total de 4 encuentros.
Sus grandes actuaciones le hicieron cruzar España para fichar por el Rincón Fertilidad Málaga, donde hizo equipo con Alice Fernandes "Diva". Lamentablemente tuvo que pasar por el quirófano con solo cuatro encuentros con el equipo malagueño y terminó marchándose al Porriñotras no llegar a un acuerdo para la renovación. Durante 3 temporadas volvió a dar sus mejores números, lo que le devolvió, la temporada 2023-24, al Mecalia Atlético Guardés para completar una gran primera temporada con el conjunto gallego.
Además fue una de las jugadoras que Dani Lara llamó para preparar el mundial de balonmano playa del 2014 junto a Llanos Trigueros y Patricia Encinas.
Al inicio de la temporada 2025/26 anunció su embarazo.

### Clubes
- 2010–11: Balonmano Monovar
- 2011–15: Balonmano Alcobendas
- 2015–19: Atlético Guardés
- 2019–20: Rincón Fertilidad Málaga
- 2020–23: Balonmano Porriño
- 2023–: Mecalia Atlético Guardés

### Datos de clubes
|                                | Partidos | Goles |
| ------------------------------ | -------- | ----- |
| Liga                           | 280      | 15    |
| Copa                           | 24       | 1     |
| EHF                            | 22       | 1     |
| Total                          | 326      | 17    |
| Datos del 2011 a julio de 2024 |          |       |

## Selección española
Habitual del equipo júnior español, debutó con las Guerreras el 7 de julio del 2017 en un amistoso ante Rumanía y su primer partido oficial fue en un partido clasificatorio para el Campeonato de Europa, el 27 de septiembre de 2017 ante Turquía, sustituyendo a Silvia Navarro.

## Premios y galardones
- 1 x Liga Guerreras Iberdrola (2016/17)
- Mejor portera de la Liga (2016/17)